# 코버넌트 (헤일로)
코버넌트(Convenant)는 다양한 외계 종족으로 구성된 가상의 군사 동맹이며, 헤일로 SF 시리즈의 주요 적대자 중 하나이다. 코버넌트는 수수께끼의 선조에 대한 종교적 숭배와 헤일로로 알려진 선조의 링월드가 구원으로 가는 길을 제공할 것이라는 믿음 아래 통합된 다양한 종족으로 구성된다. 코버넌트 지도부인 하이 프로핏들은 인류가 그들의 신들에게 모욕적이라고 선언한 후, 기술적으로 열등한 인류에 대해 길고 잔인한 대량 학살 캠페인을 벌인다.
코버넌트는 2001년 비디오 게임 헤일로: 컴뱃 이볼브드에서 플레이어 캐릭터인 인간 초인병 마스터 치프를 사냥하는 적들로 처음 등장했다. 헤일로가 구원이 아닌 파괴의 무기임을 알지 못한 코버넌트는 시리즈 내내 세 차례에 걸쳐 링을 활성화하려 시도했으며, 이 과정에서 치명적인 기생충인 플러드를 의도치 않게 풀어놓았다.
번지 아티스트들은 코버넌트의 다양한 종족에 독특한 외형을 부여하기 위해 파충류, 곰, 조류의 특징에서 영감을 얻었다. 보라색과 반사면으로 이루어진 코버넌트 디자인은 외계인과 인간의 건축물을 구분하기 위해 만들어졌다.

## 개요
헤일로의 주요 배경인 26세기에, 인류와 코버넌트는 2525년에 처음 만난다. 코버넌트는 그들의 신인 선조가 남긴 유물을 찾던 중, 식민지 행성 하베스트에서 인간을 발견한다. 코버넌트 지도부는 선조가 인류를 그들의 유산의 "재건자"로 지정했으며, 코버넌트의 종교가 거짓 위에 세워졌다는 것을 알게 된다. 이 진실이 밝혀지는 것을 막기 위해 그들은 인류에 대한 대량 학살 전쟁을 선동한다.
코버넌트의 우월한 기술은 전쟁에서 명백한 우위를 제공한다. 2552년, 코버넌트는 인류의 가장 위대한 군사 거점 중 하나인 리치를 발견하고 파괴한다. 전투에서 도망치던 인간의 우주선은 선조의 링월드인 알파 헤일로를 발견한다. 코버넌트는 이 링을 활성화하는 것이 구원을 가져오는 열쇠라고 믿지만, 그 링은 인간 초인병 마스터 치프에 의해 파괴된다. 얼마 지나지 않아 코버넌트는 헤일로 링의 진정한 목적이 밝혀지면서 내전에 돌입한다: 그들은 실제로는 기생충 플러드의 확산을 막기 위해 만들어진 대량 살상 무기였다. 불명예를 안은 코버넌트 사령관 아비터는 마스터 치프와 동맹을 맺고 코버넌트와 플러드를 막아 인간-코버넌트 전쟁을 끝낸다. 전후 시대에는 코버넌트가 남긴 권력 공백을 다양한 파벌이 대체한다. 이들 중에는 헤일로 인피니트의 주요 적대자로 등장하는 추방된 자들이 포함된다.

## 게임 개발
헤일로: 컴뱃 이볼브드 개발의 대부분 기간 동안, 스토리 캠페인과 플레이어 캐릭터가 직면할 시험에 대한 구체적인 스토리 세부 사항은 거의 개발되지 않았다. 작가 조셉 스테이튼과 다른 번지 직원들은 외계 종족 연합이라는 아이디어를 내놓았고, 이 파벌이 종교에 의해 동기를 부여받을 것이라고 결정했다. 헤일로 개발 과정에서 디자이너들은 인간, 코버넌트, 선조의 세 진영 각각에 대해 세 가지 "건축 양식"을 결정했다. 코버넌트의 경우, 팀은 "매끄럽고 반짝이는", 반사면, 유기적인 형태, 그리고 보라색 사용을 결정했다. 미술 감독 마커스 레토에 따르면, 진영의 주요 디자인은 환경 아티스트 폴 러셀로부터 나왔고,:86 개념 아티스트 시 카이 왕은 코버넌트 내 다양한 종족의 외형을 개발하는 데 중요한 역할을 했다. 갑옷 색깔은 적의 계급을 나타내는 데 사용되었다.
캐릭터 디자인과 마찬가지로, 코버넌트 기술, 건축 및 디자인은 개발 내내 지속적으로 변경되었으며, 때로는 실용적인 이유뿐만 아니라 미학적인 이유로도 변경되었다.:98 에릭 아로요에 따르면, 헤일로: 컴뱃 이볼브드에서 중요한 역할을 하는 코버넌트 순양함 '진실과 화해(Truth and Reconciliation)'는 플레이어가 긴 경사로를 통해 탑승하도록 되어 있었다. 그러나 플레이어에게 너무 가까이 있는 완전히 질감이 입혀진 우주선에 대한 기술적 고려 사항 때문에, 디자이너들은 "중력 리프트"를 고안하여 우주선이 더 멀리 떨어져 있도록(따라서 세부 사항에 많은 처리 능력을 요구하지 않도록) 하고 코버넌트 기술의 "시각적으로 흥미로운" 요소를 추가했다.:100
미술 팀은 또한 코버넌트 무기에 많은 시간을 투자하여, 외계적인 느낌을 주면서도 플레이어에게 여전히 인식 가능하도록 만들었다.:125 동시에, 디자이너들은 코버넌트 기술의 모든 측면, 특히 차량이 그럴듯하게 작동하기를 원했다.:143 인간 무기가 발사체를 발사하는 것과 대조적으로, 코버넌트의 많은 무기는 플라스마를 발사하는 것으로 묘사된다. 니들러를 포함하여 플라스마 기반이 아닌 코버넌트 무기도 있는데, 니들러는 유기적인 적을 추적할 수 있는 면도날처럼 날카로운 분홍색 바늘을 발사한다. 한 무기 전문가는 니들러와 고대 그리스 아마존이 심리적 무기로 단검을 분홍색으로 칠한 것 사이의 유사성을 언급했다. 번지는 코버넌트 기술의 대부분을 엘리트의 미학을 반영하도록 디자인했다. 외부는 매끄럽고 우아하며, 아래에는 선조 기술의 기원을 암시하는 더 각지고 복잡한 핵심이 있다.:60

### 종족
코버넌트 사회는 서로 다른 종족으로 구성된 카스트 제도로 묘사된다. 번지의 아티스트들은 영감을 얻기 위해 살아있는 동물과 영화를 참고했다. 그 결과, 코버넌트 내의 종족들은 유인원, 파충류, 새, 곰의 특징을 가지고 있다.:51 개념 아티스트 시 카이 왕은 각 적이 게임 플레이에서의 역할에 적합하게 보이도록 만드는 데 집중했다.:47 코버넌트 내의 종족들은 다음과 같다:
- 상헬리 (인간어로는 엘리트라고 불림)는 키가 거의 2.6m(8피트 6인치)에 달하며 재충전되는 개인 보호막을 특징으로 한다. 상헬리는 처음에는 단순한 입을 가지고 있었지만, 나중에는 아래턱을 대체하는 두 쌍의 갈라진 하악골로 발전했다. 번지 개념 아티스트 시 카이 왕은 프로젝트 리더 제이슨 존스가 상헬리에게 꼬리를 주어야 한다고 주장했음을 언급했다.[4]:37 왕은 그것이 외계인을 너무 동물적으로 보이게 한다고 생각했지만, 상헬리가 차량을 운전할 때 꼬리가 어디로 갈 것인가를 포함한 실제적인 문제 때문에 그 아이디어는 폐기되었다.[4]:38 폴 러셀에 따르면, 번지가 마이크로소프트에 인수되고 헤일로가 Xbox 런칭 타이틀이 되었을 때, 마이크로소프트는 상헬리의 디자인에 문제를 제기했다. 그들은 상헬리가 고양이와 유사하여 일본 소비자들을 소외시킬 수 있다고 느꼈기 때문이다.[8]
- 웅고이 (인간들이 그런트라고 불렀음)는 키가 작고 메탄을 호흡하는 두 발 보행 동물로, 일반적으로 기본적인 보병으로 묘사된다. 웅크리고 겁쟁이인 웅고이들은 플레이어가 그들의 지도자를 죽이면 패닉에 빠져 도망간다.[9]
- 키그-야르 (인간들이 재칼이라고 불렀음)는 에너지 보호막이나 장거리 무기를 휴대한다. 키그-야르와 같은 일부 경우, 적의 역할이 명확하게 정의된 후에 전체적인 디자인이 다듬어졌다.[4]:28
- 므갈레크골로 (인간들이 헌터라고 불렀음)는 레크골로 벌레라고 불리는 유사 환형동물 생명체의 집단 종으로, 강력하고 실용적인 방식으로 군체를 형성한다. 단단한 갑옷으로 덮여 있다.[10]:4–5 초기 개념은 최종 형태보다 덜 인간형이었고 더 부드러웠으며, 각진 방패와 면도날처럼 날카로운 가시를 가지고 있었다.[4]:33
- 산샤움 (인간들이 선지자라고 불렀음)은 코버넌트의 최고 통치자이자 행정관 역할을 하며, 주로 시 카이 왕과 에릭 아로요가 디자인했다. 원래 산샤움은 더 통일된 방식으로 만들어졌으며, 부유와 이동에 사용되는 중력 의자가 선지자의 유기적 구조와 융합되어 있었다. 이 캐릭터들은 또한 약하면서도 사악하도록 디자인되었다. 세 명의 선지자 최고위원은 각각 개별적으로 디자인되었다.[4]:55–56
- 지랄하나에 (인간들이 브루트라고 불렀음)는 상헬리보다 훨씬 더 물리적으로 위압적이며, 그들의 사회는 부족장 중심으로 조직되어 있다. 애니메이터들이 바이커 영화를 보면서 영감을 얻은 지랄하나에는 유인원과 곰의 요소를 통합하면서도 외계적인 모습을 유지했다. 왕의 헤일로 2 속 생명체에 대한 최종 개념은 탄띠와 인간 해골을 갖추고 있었지만, 게임을 위해 단순화되었다.[4]:37–38 지랄하나에는 코버넌트의 잔인한 외계 위협을 상징하도록 의도되었으며, 디자인 리드 제이미 그리세머의 말에 따르면 "로마의 야만인" 역할을 하도록 고안되었다.[11]

코버넌트의 다른 구성원으로는 곤충형 얀미(드론)가 있다. 애니메이터들은 이 생명체들이 여러 표면 위에서 걷고, 달리고, 기고, 날아다닐 수 있도록 애니메이션을 만들어야 했기 때문에 이들을 만드는 것이 어렵다는 것을 알았다. 컴뱃 이볼브드의 오래된 개념 예술은 바퀴벌레, 메뚜기, 말벌에서 힌트를 얻은 얀미의 최종 형태에 영향을 미치기 위해 재활용되었다.:55 컴뱃 이볼브드에서 삭제된 부유 지원 작업자들은 후라곡(엔지니어)으로 알려져 있는데, 이들은 실제로는 유기체 생명체와 유사하지만 유기체는 아닌 기계로 만들어졌다. 그들은 선조가 자연적인 기계 엔지니어로 만들었다. 후라곡은 나중에 헤일로 워즈, 헤일로 3: ODST, 헤일로: 리치 및 헤일로 워즈 2뿐만 아니라 다양한 소설에서도 등장했다.
후속 게임들과 함께, 코버넌트와 그들의 외형은 향상된 그래픽 하드웨어 또는 게임 플레이 요구 사항을 고려하여 변경되거나 개선되었다. 헤일로 3에서는 지랄하나에가 주된 적이 되었고, 이들은 대대적으로 재설계되었다. 개념 아티스트들은 코뿔소와 고릴라에서 영감을 얻었으며, 코버넌트와는 다른 미학적 모습을 표현하기 위해 버클과 옷으로 갑옷을 입혔다. 무기는 지랄하나에의 "영혼"이 가장 순수한 형태로 증류된 것을 반영하도록 디자인되었는데, 이는 위험한 형태, 강렬한 색상, 그리고 "주변에 있는 것이 위험해 보이는" 물체로 전달되었다.:47 브루트가 숙련될수록 더 화려한 의복과 헬멧을 착용했다. 갑옷은 종족의 문화와 전통을 전달하고 그들의 덩치와 힘을 강조하도록 디자인되었다. 헤일로 3의 디자인은 고대 그리스 스파르탄에서 영감을 얻었다.:22–25 캐릭터 애니메이터들은 번지의 패딩 처리된 방에서 새로운 지랄하나에의 의도된 행동을 기록했다. 지랄하나에 인공지능에 새로 추가된 것은 무리 행동이었다. 지도자 브루트들은 수류탄을 플레이어에게 던지는 것과 같은 대규모 행동을 동시에 지휘한다.
헤일로: 리치는 헤일로: 컴뱃 이볼브드의 프리퀄 역할을 했으며, 크리에이티브 디렉터 마커스 레토는 팀에게 코버넌트를 재정비하도록 밀어붙였다. 외계인의 번역된 영어는 번역되지 않은, 쉰 목소리의 외계인 소리로 대체되었고, 그들의 외형과 무기가 재설계되었다. 목표는 코버넌트를 플레이어에게 위협적이고 더욱 외계적으로 보이게 하는 것이었다.

## 분석
코버넌트는 헤일로에 나타나는 여러 종교적 암시 중 하나이다. 그들의 이름은 유대교와 기독교 전통에서 이스라엘 백성과 그들의 신 사이의 신성한 계약을 의미하며, 외계인들이 열등하고 불경스러운 인간들에게 가지는 우월주의 태도를 나타내는 데 사용될 수 있다. 코버넌트의 함선들은 유대-기독교 종교의 요소들을 언급하는 이름을 가지고 있다. 비디오 게임의 종교 및 종교 자료에 대한 평가는 코버넌트의 가상의 종교가 유사한 게임의 종교와 많은 유사점을 가지고 있으며, 현실 세계에서는 컬트로 불릴 가능성이 높다고 지적했다. 종교적 광신자들이 미국 군사 비유와 싸우는 주제적 유사성은 마이크로소프트의 콘텐츠 검토 팀에게도 감지되었고, 이들은 헤일로 2 출시 전에 성스러운 전사 "데르비시"의 이름을 아비터로 변경하도록 강제했다. 신학자 P.C.J.M. 폴리센은 표면적으로 헤일로 게임이 합리적인 인간과 종교적 외계인 광신주의 사이의 갈등을 제시하지만, 코버넌트의 기술적 우월성(원시적인 인간 탄도 무기와 비교되는 에너지 무기를 사용함)으로 인해 이러한 비교가 복잡해지며, 게임은 과학과 종교가 엄격하게 분리되어 있다는 생각을 거부하는 것으로 보인다고 지적한다.

## 문화적 영향

### 상품
마이크로소프트는 각 비디오 게임의 코버넌트 캐릭터를 특징으로 하는 다수의 액션 피규어 및 상품 세트 제작을 위탁했다. 헤일로 3 액션 피규어 세트는 맥팔레인 토이즈에서 제작했으며, 브루트와 재칼을 포함한다. 코버넌트의 무기도 대규모 복제품으로 제작되었다.

### 평가
코버넌트는 헤일로: 컴뱃 이볼브드에서 인공지능이 칭찬받고 각 적 유형을 물리치는 데 필요한 다양한 전술이 칭찬받으면서 긍정적인 평가를 받았다.
헤일로 2의 스토리라인을 코버넌트의 관점에서 경험할 수 있는 능력은 "뛰어난 게임 디자인의 한 수"로 묘사되었다. 플레이어가 예상치 못한 반전을 제공하고 플레이어가 "이야기에 대한 새로운 복잡성"을 경험할 수 있도록 상헬리의 역할을 맡을 수 있게 한 점이다. 또한 일부 비평가들은 이것이 시리즈에 중요한 플롯 요소를 제공했다고 생각했다. IGN은 이를 "셀 '바담과 그의 상헬리에 대한 흥미로운 부수 이야기"라고 언급했으며, 헤일로 3에서 이것이 제거된 것이 시리즈 플롯 내에서 아비터의 역할을 축소시킨 원인으로 지목되었다. 기네스 세계 기록 게이머 에디션은 코버넌트를 역대 50대 악당 목록에서 16위에 올렸다.